# Faronta distincta
Faronta distincta là một loài bướm đêm trong họ Noctuidae.